# Green Lake County
Green Lake County är ett administrativt område i delstaten Wisconsin, USA. År 2010 hade countyt 19 051 invånare. Den administrativa huvudorten (county seat) är Green Lake. 

## Geografi
Enligt United States Census Bureau så har countyt en total area på 985 km². 917 km² av den arean är land och 68 km² är vatten. 

### Angränsande countyn
- Waushara County - nord
- Winnebago County - nordost
- Fond du Lac County - öst
- Dodge County - sydost
- Columbia County - sydväst
- Marquette County - väst